# 不二家乳業
不二家乳業株式会社（ふじやにゅうぎょう、英称：FUJIYA MILK PRODUCT CO.,LTD.）は、岩手県一関市に本社を置く乳製品メーカー。不二家の子会社。

## 沿革
- 1962年8月10日 - 不二家と東磐井郡大東町（現一関市）の合弁により、不二農産工業株式会社として会社設立。
- 1989年4月1日 - 不二家乳業株式会社に社名変更。

## 概要
- 同社の製品は関東地方では販売されておらず、全国的な知名度は低い。また通信販売を行っていたこともあるが、現在は休止している。
- 親会社である不二家に自社製品の販売を行っている。

## 商品
- 牛乳　（岩手県南地域限定の原乳を使用）
- クリーム

## 関連事項
- 不二家
- 全国乳業協同組合連合会